# Shanese de Clerk
Shanese de Clerk (* 15. Dezember 2005) ist eine südafrikanische Leichtathletin, die sich auf den Hochsprung spezialisiert hat.

## Sportliche Laufbahn
Erste internationale Erfahrungen sammelte Shanese de Clerk im Jahr 2022, als sie bei den Afrikameisterschaften in Port Louis mit übersprungenen 1,73 m den sechsten Platz belegte.
2022 wurde de Clerk südafrikanische Meisterin im Hochsprung.

## Persönliche Bestleistungen
- Hochsprung: 1,78 m, 21. April 2022 in Kapstadt